# Allalmeia atalaensis
Allalmeia atalaensis è un mammifero notoungulato estinto, appartenente ai  tipoteri. Visse nell'Eocene medio (circa 40-38 milioni di anni fa) e i suoi resti fossili sono stati ritrovati in Sudamerica.

## Descrizione
Questo animale doveva essere di piccole dimensioni e il suo peso doveva essere di circa 3 chilogrammi. Il cranio era dotato di denti a corona bassa (brachidonti); i molari erano dotati di piccole creste e tubercoli (lofobunodonti). Uno studio effettuato nel 2014 ha messo in luce alcune caratteristiche della morfologia postcranica: il calcagno possedeva un processo distale peroneale con una rugosità notevole nella parte laterale, un tubercolo plantare del calcagno e un grande sustentaculum tali. L'osso navicolare era dotato di una tuberosità ben sviluppata ed era poco in contatto con il calcagno nella parte dorsale, una condizione nota come "reverse alternating tarsus". La disposizione e la morfologia delle ossa cuneiformi erano simili a quelle che si riscontrano nei tipoteri più recenti e nell'ungulato arcaico Tetraclaenodon. Le file delle falangi erano oblique le une rispetto alle altre, come in alcuni mammiferi digitigradi odierni. Le falangi ungueali erano a forma di artigli, ed è un chiaro indizio della presenza di artigli cornei nell'animale in vita. Le ossa lunghe erano gracili rispetto a quelle di altri notoungulati, ma erano dotate di inserzioni per i muscoli ben sviluppate (Lorente et al., 2014).

Secondo molare superiore di Allalmeia atalaensis

## Classificazione
Allalmeia atalaensis venne descritto per la prima volta da Carlos Rusconi nel 1946, sulla base di resti fossili ritrovati nella formazione Divisadero Largo nella provincia di Mendoza, in Argentina. Allalmeia è stato attribuito alla famiglia (probabilmente parafiletica) degli Oldfieldthomasiidae, comprendente alcune forme di notoungulati di piccole dimensioni, probabilmente appartenenti al gruppo dei tipoteri.

## Paleoecologia
Allalmeia era probabilmente un piccolo animale che viveva nel sottobosco, dove si nutriva di foglie piuttosto tenere o forse di frutta. Le zampe allungate e la disposizione delle ossa delle zampe indicano che Allalmeia era probabilmente un animale piuttosto veloce e digitigrado (Lorente et al., 2014).